# レット・イット・ビー...ネイキッド
『レット・イット・ビー...ネイキッド』（Let It Be... Naked） は、2003年に発表されたビートルズのリミックス・アルバム。CDは2枚組、アナログ盤は30cmLPと17cmEPのセットで発売された。日本盤を含む一部の地域でビートルズ作品としては初めてコピーコントロールCDが使用された一方、イギリス盤、アメリカ盤などは通常のCD-DAで発売された。この結果、音質の劣化が分かりやすい形で出たとされCCCD盤は不評を買った。その後、2010年に日本盤もCD-DAで再発売された。

## 概要
1969年1月のいわゆる「ゲット・バック・セッション」でレコーディングされた楽曲が、フィル・スペクターのプロデュースによりアルバム『レット・イット・ビー』としてまとめられ、1970年5月にリリースされた。しかし、アレンジがポール・マッカートニーの当初の意向とは異なった物であり、とりわけ「ザ・ロング・アンド・ワインディング・ロード」のアレンジには強い不満を抱いていた。
彼にとって「将来発売される“映画”のサウンドトラックとして、フィルのLPが使われるのは不本意」であり、「映画で聴けるテイクが、“ありのままの音”なのではないか」と思い至ったことから、
『レット・イット・ビー』を楽器パート別に録音されているマルチトラックテープそのものからトラック・ダウンし直し、映画の中で聴ける形に限りなく近くなるようにリミックスで再リリースするという計画に対し、リンゴ・スターとオノ・ヨーコは同意し、ジョージ・ハリスンも2001年の死の前に同意した。
リミックス盤のリリースはメンバー総意の承認によりなされたが、ミキシングへはほとんど関与しなかった。ミキシングの方針はほとんどアビー・ロード・スタジオのエンジニア達によって決定され、最先端のテクノロジーが駆使された。しかしながら、演奏された楽曲にさらに音をかぶせて厚みを増したりするようなことはなされておらず、本来の「自然なままの」音（＝裸、すなわち「ネイキッド」）を生かすことで当時のビートルズが作ろうとしていたアルバムに近づいたことは確かであり、アルバム・タイトルの由来になっている。

## オリジナル版との違い
オリジナル版『レット・イット・ビー』に収録されている楽曲のうち「マギー・メイ」と「ディグ・イット」の2曲は、アルバムのリミックスを手がけたアラン・ラウス曰く「サウンドトラック・アルバムとしては良いが（中略）正当なアルバムのコンセプトには馴染まない」という理由からカットされた。その代わりに映画で使用されたにもかかわらず、オリジナル版には収録されていない「ドント・レット・ミー・ダウン」が追加されたが、本作に収録されたのはシングル盤『ゲット・バック』にB面に収録されているテイクではなく、ルーフトップ・コンサートで2回演奏された音源を融合させたもの。「アイヴ・ガッタ・フィーリング」についても、同じく2回演奏されたものを新たに編集した音源で収録されている。「ザ・ロング・アンド・ワインディング・ロード」は、オリジナル版では1969年1月26日に録音されたテイクが使用されていたが、本作では1月31日に録音されたテイクが使用されている。
各収録曲の変更点は、以下のようになっている。
- 「ゲット・バック」 - 1969年1月27日に録音されたテイクをリミックスしており、シングル収録テイクに含まれていたコーダや、『レット・イット・ビー』収録テイクに含まれていたスタジオやルーフトップ・コンサートでのセリフはカットされている。
- 「ディグ・ア・ポニー」 - 1969年1月30日に行なわれたルーフトップ・コンサートでのライブ音源をリミックス。オリジナル版と同様に、「All I Want Is You」のイントロとアウトロはカットされている。
- 「フォー・ユー・ブルー」 - オリジナル版と同じマスターが使用されているが、冒頭にあったレノンの語りはカットされている[10]。
- 「ザ・ロング・アンド・ワインディング・ロード」 - オリジナル版では1969年1月26日に録音されたテイクを使用していたが、本作では1月31日に録音されたテイクを使用している。
- 「トゥ・オブ・アス」 - オリジナル版と同じ1969年1月31日に録音されたテイクが使用されているが、冒頭にあった語りがカットされ、レノンのアコースティック・ギターの演奏ミスがデジタル修正されている。
- 「アイヴ・ガッタ・フィーリング」 - 1969年1月30日に行なわれたルーフトップ・コンサートでの2回の演奏を繋ぎ合わせている。
- 「ワン・アフター・909」 - 1969年1月30日に行なわれたルーフトップ・コンサートでのライブ音源をリミックスしたもので、「ダニー・ボーイ」の即興演奏がカットされている。
- 「ドント・レット・ミー・ダウン」 - 1969年1月30日に行なわれたルーフトップ・コンサートでの2回の演奏を繋ぎ合わせている。
- 「アイ・ミー・マイン」 - 1970年1月3日に録音されたテイクを使用。オーケストラは除去されているが、スペクターが施した編集[注釈 3]はそのままとなっている。これについてエンジニアのガイ・マジーは「元々は無編集にするつもりだったけど、あの長さで聴くとあまりにも短すぎるんだ」と語っている。
- 「アクロス・ザ・ユニバース」 - レノンのギターとボーカル、スターのドラムス、タンブーラをフィーチャーしたアレンジとなっており、エンディング部分にはエコーが加えられている。
- 「レット・イット・ビー」 - 1969年1月31日に録音されたテイク27Aをリミックスし、テイク27Bに含まれているハリスンのギターソロを繋ぎ合わせている。

## 収録曲

### ディスク1
| #         | タイトル                                                                  | 作詞・作曲             | リード・ボーカル                      | 時間  |
| --------- | ------------------------------------------------------------------------- | ---------------------- | ------------------------------------- | ----- |
| 1.        | 「ゲット・バック」(Get Back)                                              | レノン＝マッカートニー | ポール・マッカートニー                | 2:34  |
| 2.        | 「ディグ・ア・ポニー」(Dig A Pony)                                        | レノン＝マッカートニー | ジョン・レノン ポール・マッカートニー | 3:38  |
| 3.        | 「フォー・ユー・ブルー」(For You Blue)                                    | ジョージ・ハリスン     | ジョージ・ハリスン                    | 2:27  |
| 4.        | 「ザ・ロング・アンド・ワインディング・ロード」(The Long And Winding Road) | レノン＝マッカートニー | ポール・マッカートニー                | 3:34  |
| 5.        | 「トゥ・オブ・アス」(Two Of Us)                                           | レノン＝マッカートニー | ポール・マッカートニー ジョン・レノン | 3:20  |
| 6.        | 「アイヴ・ガッタ・フィーリング」(I've Got A Feeling)                      | レノン＝マッカートニー | ポール・マッカートニー ジョン・レノン | 3:30  |
| 7.        | 「ワン・アフター・909」(One After 909)                                    | レノン＝マッカートニー | ジョン・レノン ポール・マッカートニー | 2:44  |
| 8.        | 「ドント・レット・ミー・ダウン」(Don't Let Me Down)                       | レノン＝マッカートニー | ジョン・レノン                        | 3:18  |
| 9.        | 「アイ・ミー・マイン」(I Me Mine)                                         | ジョージ・ハリスン     | ジョージ・ハリスン                    | 2:21  |
| 10.       | 「アクロス・ザ・ユニバース」(Across The Universe)                         | レノン＝マッカートニー | ジョン・レノン                        | 3:38  |
| 11.       | 「レット・イット・ビー」(Let It Be)                                       | レノン＝マッカートニー | ポール・マッカートニー                | 3:55  |
| 合計時間: | 合計時間:                                                                 | 合計時間:              | 合計時間:                             | 34:59 |

### ディスク2：ボーナス・ディスク: "Fly on the Wall"
1969年に行なわれたゲット・バック・セッションから抜粋された歌と会話を収録したボーナス・ディスク。再生時間は合計で21分55秒もある。
ボーナス・ディスクには、以下の楽曲が含まれる。特記がないものは、レノン＝マッカートニーによる作品。
- "Sun King" 0:17
- "Don't Let Me Down" 0:35
- "One After 909" 0:09
- "Because I Know You Love Me So" 1:32
- "Don't Pass Me By"（リチャード・スターキー） 0:03
- "Taking A Trip to Carolina"（スターキー） 0:19
- "John's Piano Piece"（レノン） 0:18
- "Child Of Nature"（レノン） 0:24
- "Back in the U.S.S.R." 0:09
- "Every Little Thing" 0:09
- "Don't Let Me Down" 1:01
- "All Things Must Pass"（ハリスン） 0:21
- "She Came In Through the Bathroom Window" 0:05
- "Paul's Piano Piece"（マッカートニー） 1:01
- "Get Back" 0:15
- "Two Of Us" 0:22
- "Maggie Mae"（民謡（編曲：レノン＝マッカートニー＝ハリスン＝スターキー）） 0:22
- "Fancy My Chances With You" 0:27
- "Can You Dig It?"（レノン＝マッカートニー＝ハリスン＝スターキー） 0:31
- "Get Back" 0:32

## 演奏
ビートルズ
- ジョン・レノン - ボーカル、ギター、ベース、スティール・ギター
- ポール・マッカートニー - ボーカル、ベース、アコースティック・ギター、ピアノ、ハモンドオルガン、ローズピアノ
- ジョージ・ハリスン - ギター、ボーカル、シタール、タンブーラ（英語版）
- リンゴ・スター - ドラムス

外部ミュージシャン
- ジョージ・マーティン - ハモンドオルガン、パーカッション
- ビリー・プレストン - ハモンドオルガン、エレクトリックピアノ

## チャート成績
| チャート（2003年 - 2004年）            | 最高位 |
| -------------------------------------- | ------ |
| オーストラリア (ARIA)                  | 11     |
| オーストリア (Ö3 Austria)              | 8      |
| ベルギー (Ultratop Flanders)           | 13     |
| ベルギー (Ultratop Wallonia)           | 33     |
| カナダ (Billboard)                     | 8      |
| デンマーク (Hitlisten)                 | 5      |
| オランダ (MegaCharts)                  | 8      |
| フィンランド (Suomen virallinen lista) | 35     |
| フランス (SNEP)                        | 14     |
| ドイツ (Offizielle Top 100)            | 13     |
| アイルランド (IRMA)                    | 7      |
| イタリア (FIMI)                        | 6      |
| 日本 (オリコン)                        | 2      |
| ノルウェー (VG-lista)                  | 6      |
| ニュージーランド (RMNZ)                | 23     |
| ポルトガル (AFP)                       | 29     |
| スウェーデン (Sverigetopplistan)       | 2      |
| スイス (Schweizer Hitparade)           | 21     |
| UK アルバムズ (OCC)                    | 7      |
| US Billboard 200                       | 5      |

| チャート（2013年）           | 最高位 |
| ---------------------------- | ------ |
| ベルギー (Ultratop Flanders) | 43     |
| ベルギー (Ultratop Wallonia) | 75     |
| デンマーク (Hitlisten)       | 40     |
| オランダ (MegaCharts)        | 49     |
| フランス (SNEP)              | 142    |
| イタリア (FIMI)              | 63     |
| ノルウェー (VG-lista)        | 23     |
| UK アルバムズ (OCC)          | 95     |
| US Billboard 200             | 32     |

## 認定・セールス
| 国/地域                    | 認定        | 認定/売上数 |
| -------------------------- | ----------- | ----------- |
| オーストラリア (ARIA)      | Gold        | 35,000^     |
| ドイツ (BVMI)              | Gold        | 100,000^    |
| 日本 (RIAJ)                | 2× Platinum | 500,000^    |
| スウェーデン (GLF)         | Gold        | 30,000^     |
| イギリス (BPI)             | Gold        | 100,000^    |
| アメリカ合衆国 (RIAA)      | Platinum    | 1,211,000   |
| ^ 認定のみに基づく出荷枚数 |             |             |

## 各国での販売形態
| 国             | 日付           | レーベル                                    | 販売形態 | カタログ番号                                                           |
| -------------- | -------------- | ------------------------------------------- | -------- | ---------------------------------------------------------------------- |
| 日本           | 2003年11月14日 | 東芝EMI                                     | CCCD     | - TOCP-67300（ディスク1） - TOCP-67301（ディスク2/ボーナス・ディスク） |
| 日本           | 2004年1月21日  | 東芝EMI                                     | LP       | - TOJP-60121（ディスク1） - TOJP-60122（ディスク2/ボーナス・ディスク） |
| 日本           | 2010年11月3日  | EMIミュージック・ジャパン                   | CD       | - TOCP-70895（ディスク1） - TOCP-70896（ディスク2/ボーナス・ディスク） |
| 日本           | 2013年11月6日  | USMジャパン                                 | CD       | - TYCP-60029（ディスク1） - TYCP-60030（ディスク2/ボーナス・ディスク） |
| イギリス       | 2003年11月17日 | アップル・レコード                          | CD       | 595 7132                                                               |
| イギリス       | 2003年11月17日 | アップル・レコード                          | LP       | 595 4380                                                               |
| ヨーロッパ諸国 | 2003年11月17日 | パーロフォン                                | CCCD     | 595 7142                                                               |
| アメリカ       | 2003年11月18日 | - アップル・レコード - キャピトル・レコード | CD       | CDP 7243 5 95227 2 2                                                   |